# José Gragera Amado
José Gragera Amado   (Gijón, 30 de novembre de 2000) és un futbolista asturià que juga com a migcampista central pel Deportivo de La Coruña, cedit pel RCD Espanyol.

## Carrera de club
Gragera va néixer a Gijón, Astúries, i es va incorporar a l'equip juvenil de l'Sporting de Gijón el 2008, procedent de l'Asunción CF. El 24 de gener de 2018, quan encara era juvenil, va signar un contracte professional de tres anys amb el club.
Gragera va debutar amb el filial el 16 de desembre de 2017, substituint Pedro Díaz en una victòria fora de casa per 1-0 contra l'Arenas Club de Getxo en partit de Segona Divisió B. Va marcar el seu primer gol el 14 d'octubre següent, marcant el segon en una victòria per 2-0 al CD Izarra.
Gragera va debutar amb el primer equip el 8 de juny de 2019, substituint novament Díaz en una derrota per 1-0 a casa del Cadis CF a Segona Divisió. Va marcar el seu primer gol com a professional el 20 de setembre de 2020, marcant el partit només en un èxit fora de casa davant el FC Cartagena.
El 31 de gener de 2023, Gragera va signar un contracte de cinc anys i mig amb el RCD Espanyol de la Liga.